# Traktowe (obwód winnicki)
Traktowe (ukr. Трактове) – osiedle na Ukrainie, w obwodzie winnickim, w rejonie czerniweckim. W 2001 roku liczyło 220 mieszkańców.